# Luis Alfonso Márquez Molina
Luis Alfonso Márquez Molina CJM (ur. 17 grudnia 1936 w Tovarze) – wenezuelski duchowny katolicki, biskup pomocniczy Méridy w latach 2002–2013.

## Życiorys
Święcenia kapłańskie przyjął 2 sierpnia 1971 w Zgromadzeniu Jezusa i Maryi. Był profesorem i rektorem w wielu seminariach Kolumbii (m.in. w Caracas, Méridzie i Calabozo). Pełnił także funkcję proboszcza w Maracaibo.

### Episkopat
18 października 2001 został mianowany przez papieża Jana Pawła II biskupem pomocniczym archidiecezji Mérida oraz biskupem tytularnym Turris Rotunda. Sakry biskupiej udzielił mu 12 stycznia 2002 ówczesny ordynariusz tejże archidiecezji, abp Baltazar Porras.
15 lipca 2013 przeszedł na emeryturę.